# Aïn Cheggag
Aïn Cheggag (Arabisch: عين شڭاڭ) is een stad in de provincie Sefrou, Fès-Meknès, Marokko. 

## Demografie
Aïn Cheggag is een voorstad van Fez en heeft in die hoedanigheid in de afgelopen jaren een grote bevolkingsgroei gekend.
| Jaar | Inwonertal |
| ---- | ---------- |
| 1994 | 3.612      |
| 2004 | 4.436      |
| 2009 | 4.976      |
| 2014 | 20.456     |